# Josephine Højbjerg

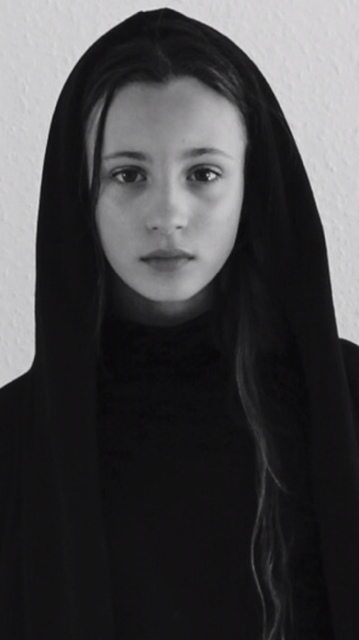
Josephine Chavarria Højbjerg

Josephine Chavarria Højbjerg (* 14. Januar 2003 auf Bornholm) ist eine dänische Schauspielerin.

## Leben und filmisches Schaffen
Im Alter von acht Jahren wurde Højbjerg in der Fernsehserie Pendlerkids bekannt, in deren drei Staffeln sie mitwirkte. Später spielte sie mehrere Rollen in einer Reihe von Fernsehserien, darunter die Die Brücke (2015–2018) und Hauptrollen in Jultra: Bubbers Store Juleshow, produziert von DR Ultra und in mehreren Staffeln von Klassen.
Im Jahr 2016 nahm sie zusammen mit Mette Horn an vier Dokumentarfilmen Når børn er på nettet! im Auftrag des Dansk Center für Undervisningsmiljø (Dänisches Zentrum für das Bildungsumfeld) teil. Im Dezember desselben Jahres nahm sie an der Kampagne „Brug Energien Fornuftigt“ des Energieunternehmens SEAS-NVE teil. Im Jahr 2017 spielte Højbjerg die Hauptrolle in Tinkas Weihnachtsabenteuer, die vom dänischen Fernsehsender TV2 ausgestrahlt wurde.
Im Film Hacker – Die Zeus-Verschwörung spielte sie im Jahre 2018 in der Hauptrolle „Savannah“. Außerdem war sie in der Kinderfernsehserie Første Gang zu sehen.

## Filmografie

### Film
- 2019: Hacker – Die Zeus-Verschwörung

### Fernsehserien
- 2012–2014: Pendlerkids (TV-Serie)
- 2015: Die Brücke: Transit in den Tod, DR Krimi
- 2015: Jultra: Bubbers Store Juleshow (TV-Serie)
- 2016–2017: Klassen (Fernsehserie)
- 2016: Exitium (TV-Serie)
- 2017: Tinkas Weihnachtsabenteuer
- 2018: Designtalenterne (Fernsehserie)
- 2018–2019: Første Gang (YouTube-Serie)
- 2019: Tinka und die Königsspiele (TV-Serie)
- 2020: Centrum (Fernsehserie)
- 2021: Darkness

### Kurzfilme
- 2015–2018: Die Brücke
- 2016: Dokumentarfilm für das Dansk Center für Undervisningsmiljø